# Sztálinról elnevezett városok listája
Az alábbi lista a valaha Sztálin nevét viselő települések egy részét sorolja fel.
- Belovodszkoje (Kirgizisztán) 1960-ig (Sztalinszkoje, oroszul: Сталинское)
- Brassó (Románia) 1950. augusztus 22. és 1960. december 24. között (románul: Orașul Stalin, németül: Stalinstadt)
- Chinvali (Grúzia, de facto Dél-Oszétia) 1934 és 1961 között  (Sztaliniri, grúzul: სტალინირი)
- Doneck (Ukrajna) 1924 és 1941 között (Sztalin ukránul: Сталін); 1943 és 1961 között (Sztalino ukránul: Сталіне / Сталіно)
- Dunaújváros (az egykori Dunapentele) neve 1951 és 1961 között: Sztálinváros
- Dusanbe (Tádzsikisztán) 1929. október 16. és 1961 között (Sztalinabad, tádzsikul: Сталинобод)
- Eisenhüttenstadt (Német Demokratikus Köztársaság) 1953. május 7. és 1961. november 13. között (németül: Stalinstadt)
- Hasuri (Grúzia) 1931 és 1934 között (Sztaliniszi, grúzul: სტალინისი)
- Katowice (Lengyelország) 1953. március 9. és 1956. december 20. között (lengyelül: Stalinogród)
- Kuçova (Albánia) 1951. július 10. és 1991. január 5. között (albánul: Qytet Stalin / Qyteti Stalin)
- Novokuznyeck (Oroszország) 1932 és 1961 között (Sztalinszk, oroszul: Сталинск)
- Novomoszkovszk (Oroszország) 1934 és 1961 között (Sztalinogorszk, oroszul: Сталиногорск)
- Várna (Bulgária) 1949. december 20. és 1956. október 20. között (Sztalin, bolgárul: Сталин)
- Volgográd (Oroszország) 1925. április 10. és 1961. november 10 között (Sztálingrád, oroszul: Сталинград)